# Halásztelek
Halásztelek är en ort i Ungern.   Den ligger i provinsen Pest, i den centrala delen av landet, 16 km söder om huvudstaden Budapest. Halásztelek ligger 99 meter över havet och antalet invånare är 7 245.
Terrängen runt Halásztelek är platt. Runt Halásztelek är det tätbefolkat, med 493 invånare per kvadratkilometer. Närmaste större samhälle är Budapest, 15,8 km norr om Halásztelek. Trakten runt Halásztelek består till största delen av jordbruksmark.